# Torontálkeresztes
Torontálkeresztes (románul: Cruceni) település a Bánságban, Románia területén, Temes megyében.

## Története
1871-ben alapították a közelben árvíz által elpusztított falu helyett. 1920-ig a Magyar Királyságban Torontál vármegye része volt.
A falut 2005-ben árvíz pusztította, amikor a Mária-Terézia korabeli gátakat átszakítva a Béga-csatorna elöntötte a környékét.

## Lakossága
A lakosság 54%-a magyar, 43%-a román, 3% egyéb nemzetiségű. A falut katolikus magyarok lakják, akik jellegzetes ö-ző nyelvjárásban beszélnek.

## Közlekedés
A települést érinti a Temesvár–Torontálkeresztes-vasútvonal.

## A település szülöttei
Kapussy György (1903-1986) festőművész.